# 개따오기속
개따오기속(학명: Pseudibis)은 사다새목 저어새과 따오기아과에 속한 새의 속이다.

## 종류
- 개따오기속 Pseudibis
  - 인도검은따오기,  Pseudibis papillosa
  - 흰어깨따오기,  Pseudibis davisoni